# AEM7
Электровоз AEM7 — электровоз переменного тока (11 кВ, 25 Гц или 25 кВ, 60 Гц).

## Основные характеристики
- Осевая формула — 2О-2О.
- Питающее напряжение — 11 кВ, 25 Гц или 25 кВ, 60 Гц
- Максимальная скорость — 201 км/час

AEM-7 весит 101 тонну, в то время как GG1 весит 238 тонн 

## Места эксплуатации
Электровоз AEM7 работает на трассе «Северо-восточный Коридор» в США. Эта трасса обслуживает такие города как Бостон, Провиденс, Нью-Йорк, Филадельфия, Балтимор, Вашингтон. Главный оператор трассы — междугородняя компания Амтрак. На некоторых участках пригородные операторы тоже используют АЕМ7.

## История серии
В 1979 году первый электровоз АЕМ7 был поставлен Амтраку. Он должен был заменить устаревшие электровозы GG1 на электрифицированной Северо-Восточной дороге США. Мощность электровоза составляла 7000 л. с., и он мог развивать скорость до 201,2 км в час. В 1977 году, в США на испытание были доставлены электровозы из Франции и из Швеции. Дизайн шведского электровоза оказался более приемлемым для американцев. Этот локомотив был создан в Швеции на заводе ASEA, а сборка была произведена в Соединённых Штатах подразделением Дженерал Моторс — Electro-Motive Diesel.

## Поставка локомотивов

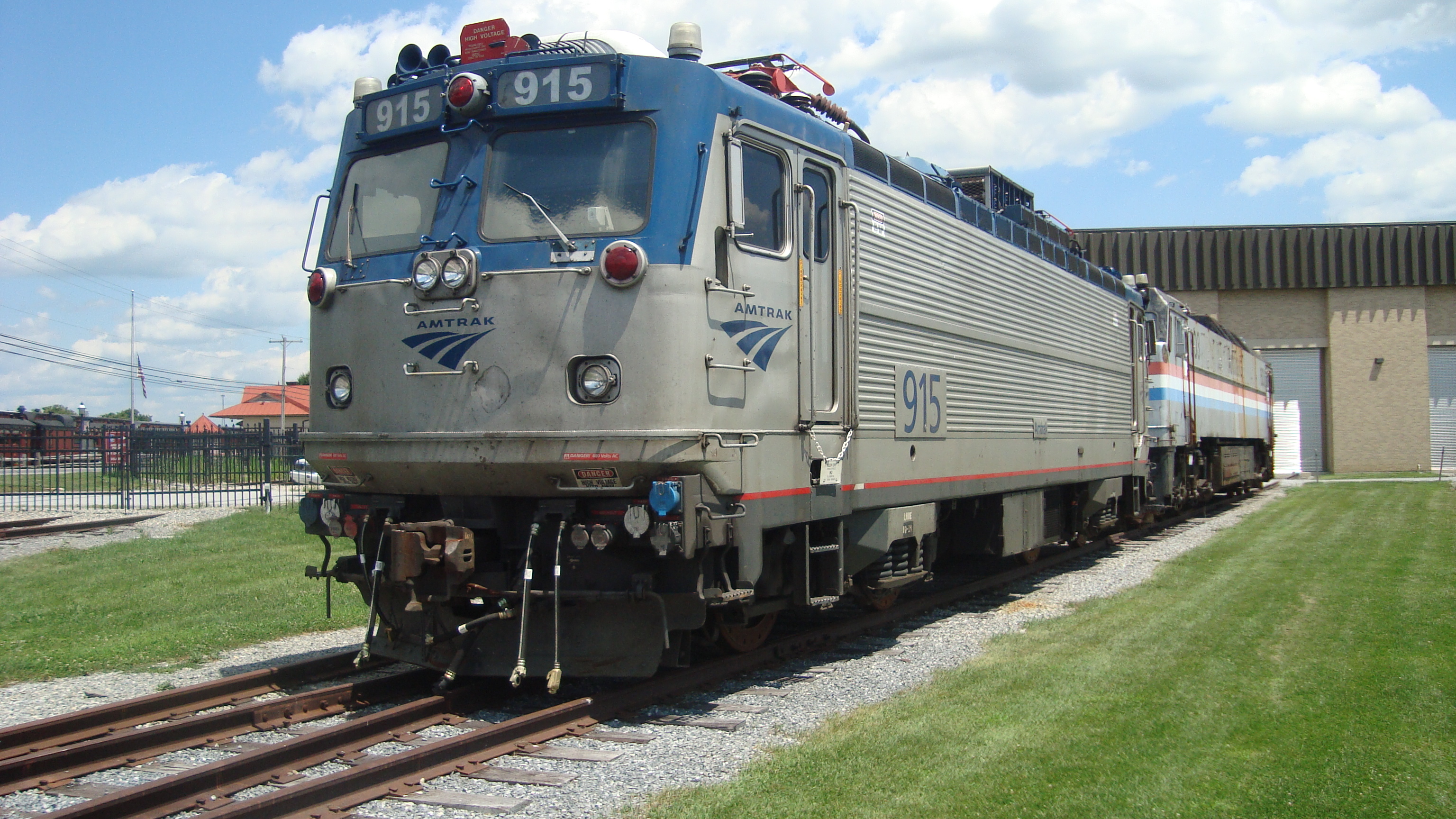
Amtrak 915.

- Первый электровоз, номер 900, был доставлен и вышел на линию в 1979 году;
- С 1981 по 1982 годы, 46 электровозов AEM-7s (бортовые номера 901—946) вышли на линию. Это способствовало списанию последних электровозов GG1s.
- В 1987 году, Амтрак заказал еще 7 электровозов AEM-7, поставка длилась до 1988 года.

Электровозы с бортовыми номерами 900 и 903 разбились в столкновении 4 января 1987 года, номера 930 и 922 были повреждены пожарами летом 2003 года. Номер 913 пострадал в пожаре в ноябре 2000 года и в феврале 2003 был порезан в металлолом.
На сегодняшний день у Амтрака таких электровозов 51. Кроме Амтрака эти электровозы используют пригородные компании:
SEPTA (Филадельфия) — бортовые номера 2301—2307, MARC (линия Вашингтон-Балтимор) — бортовые номера 4900-4903.

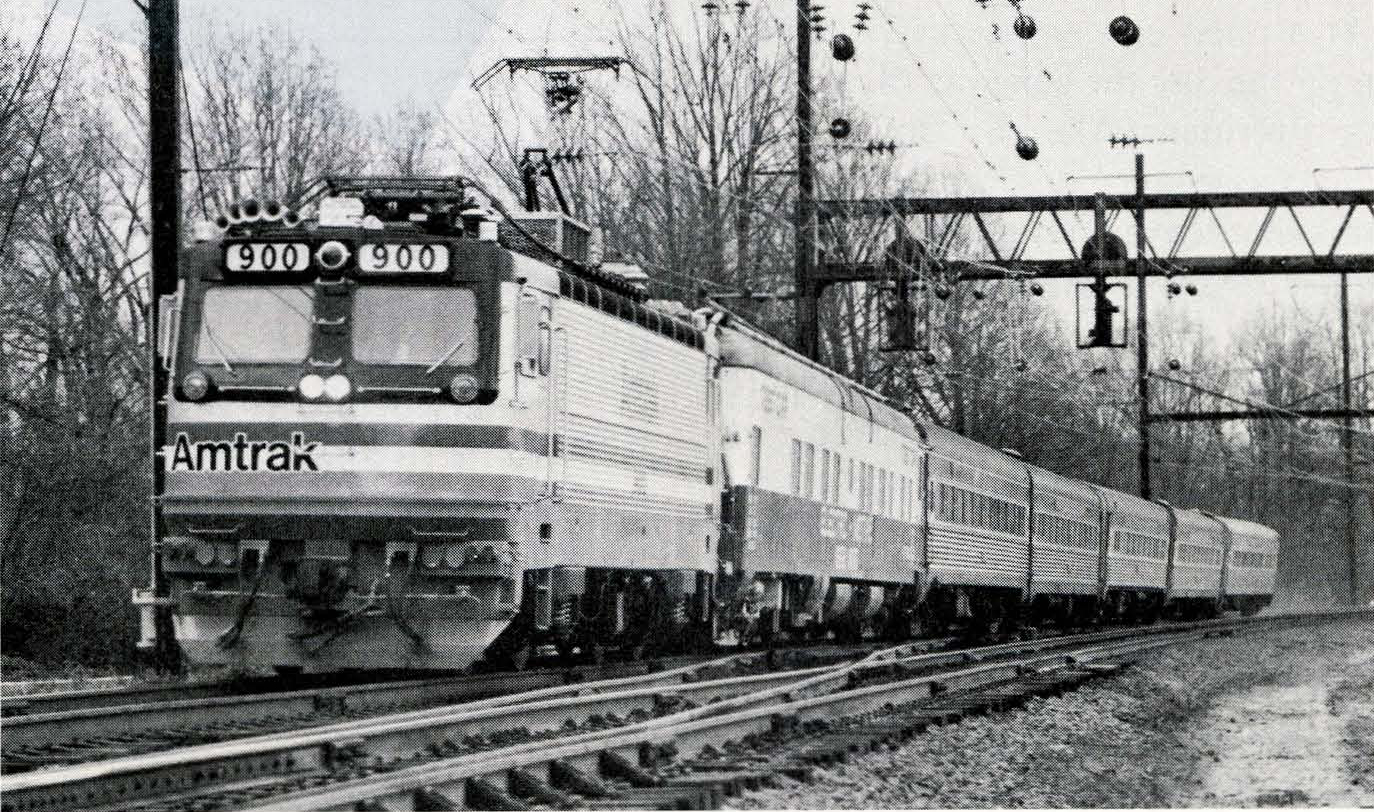
Amtrak 900 во время первоначальных испытаний 19 января 1980 года. Этот локомотив был уничтожен в результате крушения поезда в Чейзе, штат Мэриленд, 4 января 1987 года

## Модернизированные электровозы AEM-7AC
В 1999 году французская фирма Альстом произвела капитальный ремонт нескольким электровозам. В ходе капитального ремонта была заменена реостатную систему управления на Асинхронный привод и асинхронные тяговые двигатели, что способствовало улучшению силы тяги. Были установлены новые электрические шкафы, трансформаторы, и системы электропитания поезда. Приборные панели в кабинах электровозов были тоже заменены, связи с переходом на асинхронные двигатели.
Силовые цепи используют охлаждаемые водой IGBT транзисторы, и обеспечивают мощность 5000 кВт на тягу поезда и 1000 кВт на электроснабжение состава (что является достаточным для 12 вагонов). AEM-7AC стал первым пассажирским электровозом с использованием транзисторов IGBT.
Модернизации проводились сотрудниками Амтрака под наблюдением компании Альстом, в ремонтной мастерской находящейся в Уилмингтоне (штат Делавэр).
Модернизация проходила в 2002 году, после чего модернизация прервалась из-за недостатка средств. Модернизированые электровозы стали называться AEM7-AC. Всего их 29. Их номера 901, 904, 905, 908, 914, 916—921, 923—925, 927—929, 934—936, 938—944, 946 и 948.